# Эльслер, Фанни
Фа́нни Э́льслер (нем. Fanny Elßler, урожд.  Franziska Elßler; 23 июня 1810[…], Гумпендорф — 27 ноября 1884[…], Вена) — австрийская танцовщица, младшая сестра Терезы Эльслер. Одна из известнейших балерин XIX века, соперничавшая на сцене с Марией Тальони; прима-балерина Парижской оперы в 1834—1840 годах.
Эльслер настолько совершенно владела исполнительской техникой танца, что специально для неё были созданы балеты «Вольер», «Тарантул»,  «Хромой бес» и другие.

## Биография
Искусство танца Фанни Эльслер изучала вместе со старшей сестрой Терезой в балетной школе при венском Бургтеатре. Впервые вышла на сцену в 1824 году в театре Сан Карло в Неаполе. Здесь балерина познакомилась с принцем Салернским Леопольдом, сыном неаполитанского короля Фердинанда IV. От их связи Фанни родила сына Франца. В 1829 году она познакомилась с Фридрихом фон Генцем, секретарём министра Клеменса фон Меттерниха, который был старше её на 46 лет, и жила с ним вплоть до смерти Генца в 1832 году. Генц серьёзно занимался воспитанием и образованием молодой женщины, её обучением иностранным языкам, оказывал ей всестороннюю поддержку.

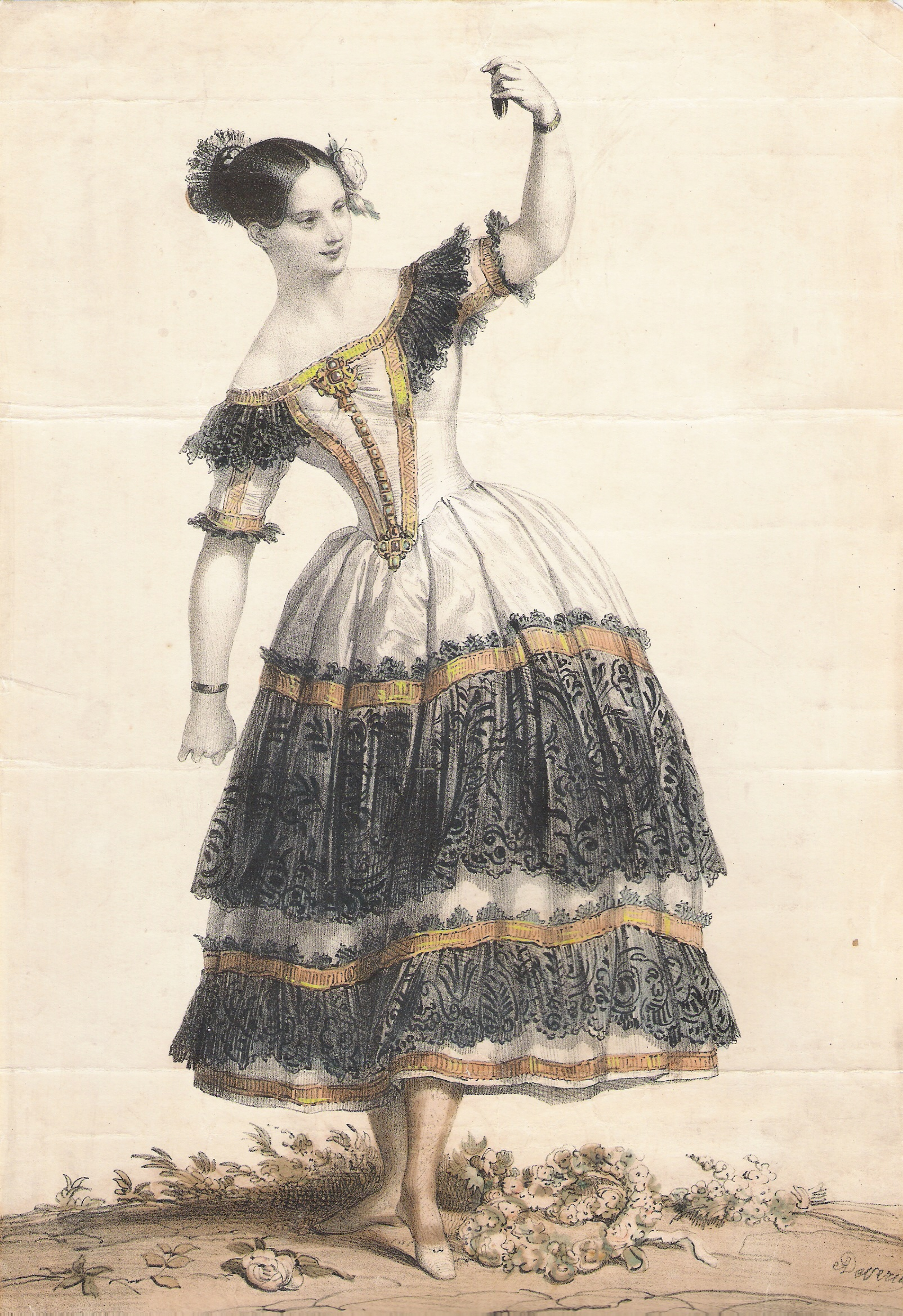
Фанни Эльслер исполняет качучу

Громкий успех пришёл к Фанни Эльслер в 1830 году в Берлине, а затем в Париже и подкреплён был её последующими турне по Европе, Северной Америке и Кубе (1840—1841).
В сентябре 1834 года Эльслер выступила с балетным театром Королевской музыкальной академии (сегодня известен как Парижский оперный балет), в котором у неё были определённые сомнения в связи с превосходством её соперницы  Марии Тальони на этом этапе сценической карьеры. Однако Эльслер и Тальони были исключительно разными танцовщицами и руководство Оперы увидело в этом возможность повысить конкуренцию, наняв Эльслер. Тальони была известна как баллонная танцовщица, умеющая с легкостью совершать прыжки. Эльслер же отличалась точностью, с которой она выполняла маленькие, быстрые шаги. Танец Эльслер был известен как «тактический танец» (danse tacquetée), однако результаты её выступлений стали ещё одним триумфом для Эльслер и временным затмением Тальони. Тальони, хотя и была лучше в артистизме, но в личном обаянии в тот момент не могла соперничать с Эльслер. Это было заметно в испанской Качуча (Cachucha), при исполнении которой Эльслер затмила всех своих соперниц.
10 октября 1848 года Эльслер дебютировала на сцене Санкт-Петербургского Большого театра в балете «Жизель». Вначале выступление было принято публикой достаточно сдержанно. В полной мере талант Фанни раскрылся в следующих балетах — «Мечта художника» и «Тщетная предосторожность». После Санкт-Петербурга танцовщица переехала в Москву — город, которой по её словам, ей больше нравился, 
— продолжив выступать на столичных сценах до 1850 года.
Исполняла партии в балете «Хромой бес» Казимира Жида, партию Лизы («Тщетная предосторожность» Луи Герольда), Эсмеральды («Эсмеральда» Цезаря Пуни) и другие.
Большой популярностью пользовались исполняемые ею народные танцы — краковяк, полька, качуча и другие. Часто выступала со своей сестрой, также танцовщицей Терезой Эльслер — вплоть до 1850 года, когда Тереза вышла замуж за принца Адальберта Прусского. 
В 1851 году Ф. Эльслер, находясь на пике своей славы, неожиданно оставила сцену и сосредоточилась на частной жизни. Её последнее выступление состоялось в родной Вене, после чего она до 1854 года жила в Гамбурге. В 1854 году балерина окончательно возвратилась в Вену. 
Фанни Эльслер скончалась
27 ноября 1884 года в возрасте 74-х лет и была похоронена в Вене на Хитцингском кладбище.

## Репертуар

#### Театр Ле Пелетье
- 16 октября 1837 — Принцесса, «Кошка, превращённая в женщину» Жана Коралли, музыка Александра Монфора[англ.], либретто Шарля Дюверье (Студент — Жозеф Мазилье).
- 5 мая 1838 — Зое*, «Вольер, или Птицы Бокаччо» Терезы Эльслер, музыка Казимира Жида, либретто Эжена Скриба (Владелица сада, её сестра — Тереза Эльслер, Фернанд — Жозеф Мазилье).
- 24 июня 1839 — Лауретта*, «Тарантул» Жана Коралли, музыка Казимира Жида, либретто Эжена Скриба (Луиджи — Жозеф Мазилье, в других ролях — Ипполит Барре, Люсьен Петипа).

#### Театр Ла Скала
- 8 января 1847 — Катарина**, «Катарина, или Дочь разбойника» Жюля Перро.
- 16 марта 1847 — Одетта*, «Одетта, или Безумие Карла VI» Жюля Перро.
- 12 февраля 1848 — Маргарита*, «Фауст» Жюля Перро (Мефистофель — Жюль Перро).

(*) — первая исполнительница партии. 
 (**) — первая исполнительница в постановке на данной сцене.

## Признание
В 1894 году в честь Эльслер была названа одна из улиц Вены (Elßlergasse). Её имя носят также улицы в Гамбурге и Айзенштадте.

## Образ в искусстве

### В живописи
Портрет Фанни Эльслер в роли цыганки из «Хромого беса» с обозначением года её дебюта (1834), написанный Гюставом Буланже по литографии Анри Греведона, располагается на фризе Танцевального фойе Гранд-Опера среди других двадцати портретов выдающихся танцовщиц Оперы конца XVII — середины XIX веков.

### В театре
Фанни Эльслер является героиней двух оперетт:
- «Танцовщица Фанни Эльслер» — трёхактная оперетта Иоганна Штрауса-сына по либретто Ганса Адлера, премьера состоялась 22 декабря 1934 года в Берлине.
- «Императорский бал в Шёнбрунне» (Hofball in Schönbrunn) — оперетта Августа Пепёка по либретто Йозефа Вентера, премьера состоялась 3 сентября 1937 года в Вене.

### На киноэкране
- Die Erlebnisse der berühmten Tänzerin Fanny Elßler — фильм режиссёра Фридриха Цельника, в ролях Лия Мара и Эрнст Хофман (Zelnik-Mara-Film, Берлин, 1920).
- Герцог Рейхштадтский / Der Herzog von Reichstadt (Австрия, 1921) — актриса Фит Питтнер
- «Орлёнок[фр.]» (Франция, 1931). В роли Фанни Эльслер актриса Паулетта Фордис
- «Фанни Эльслер» — фильм режиссёра Пауля Мартина, в ролях Лилиан Харви и Виллем Биргель (UFA, Берлин, 1937).
- «Герцог Рейхштадтский[фр.]» (Германия, Франция, 1931) В роли Фанни Эльслер актриса Грете Нацлер[нем.]
- «Балерина Фанни Эльслер» — фильм режиссёра Артура Рабенральта (Берлин, 1965).